# Andreas Tengbom
Andreas Tengbom, född 26 oktober 1702 på Östorp i Bärebergs socken, död 2 januari 1774 i Främmestad, var en svensk kyrkoherde.

## Biografi
Tengbom var son till kyrkoherden Lars Tengbom och Margaretha Tenggren, och efterträdde fadern som kyrkoherde i Främmestad 1737. 
Genom Göteborgs domprost Andreas Hilleström blev Tengbom influerad av herrnhutismen och var efter 1730 själv en framträdande väckelsepredikant. Under Andreas Tengboms tid som kyrkoherde var Främmestad en slags medelpunkt för herrnhutismen i Västsverige. Rörelsen kom dock att präglas av separatister och för att ena församlingen tog Tengbom hjälp av missionären Elias Östergren, som stannade i Främmestad i tre månader. Troligen på Tengboms uppmaning for Östergren därefter vidare till Stora Bjurum, där flera av de främsta separatisterna vistades under de så kallade Passionsspelen på Stora Bjurum.
Tengbom var gift med Christina Lennaeus (1698–1791) men fick i äktenskapet inga barn.